# Halopteris schucherti
Halopteris schucherti är en nässeldjursart som beskrevs av Galea 2007. Halopteris schucherti ingår i släktet Halopteris och familjen Halopterididae. Inga underarter finns listade i Catalogue of Life.